# Memória Sufocada
Memória Sufocada é um filme documentário brasileiro de 2023 dirigido e escrito por Gabriel di Giacomo. Produzido por Giacomo e Marcelo Botta, o filme aborda o passado do Coronel Brilhante Ustra e estabelece uma conexão com o Brasil recente.
Após uma cuidadosa seleção, todo o material utilizado no longa está disponível na internet com poucas visualizações. Os vídeos escolhidos foram traduzidos para o ambiente digital, permitindo uma apresentação dinâmica e cativante para o público.
O documentário foi lançado em São Paulo durante a 45ª Mostra Internacional de Cinema de São Paulo e já recebeu uma menção especial do júri no Festival de Cinema de Málaga, na Espanha.

## Sinopse
O filme "Memória Sufocada" oferece uma visão retrospectiva a partir da perspectiva atual. Através de informações coletadas na internet sobre a ditadura, a obra tem como objetivo mostrar ao público como a verdade pode ser modificada com o passar do tempo. Para Gabriel, esse é o ponto crucial do documentário: qual é a verdade histórica e como os fatos podem ser reinterpretados ao longo dos anos.